# Schedio (figlio di Ifito)
Nella mitologia greca, Schedio era uno dei capitani achei alla guerra di Troia.

## Il mito
Schedio di Crisa, città della Focide, era figlio di Ifito e di Ippolita, e fratello di Epistrofo. Fu uno de tanti che chiese la mano della bella Elena, e di conseguenza partì nella grande spedizione alla conquista di Troia, alla guida dei focesi. Schedio venne ucciso durante il conflitto, quando Ettore scagliò la sua lancia in direzione di Aiace, ma lo sbagliò, colpendo l'eroe focese alla clavicola.
Le sue ceneri vennero sparse in una città del suo regno, Anticitera. I suoi soldati durante il ritorno fecero approdo alle spiagge italiane e fondarono Temesa.

### Fonti
- Omero, Iliade.
- Pseudo-Apollodoro, Libro III - 10,8
- Igino, Fabulae 97

### Moderna
- Robert Graves, I miti greci, Milano, Longanesi, ISBN 88-304-0923-5.
- Anna Maria Carassiti, Dizionario di mitologia classica, Roma, Newton, 2005, ISBN 88-8289-539-4.